# 第三代阿伯康公爵詹姆斯·漢密爾頓
詹姆斯·漢密爾頓（英語：James Hamilton，1869年11月30日—1953年9月12日），第三代阿伯康公爵，1922年至1945年擔任北愛爾蘭總督。

## 家庭
1894年，詹姆斯與羅莎琳·賓漢結婚。羅莎琳的父親是第四代盧肯伯爵喬治·賓漢，母親是里奇蒙公爵查爾斯·戈登-倫諾克斯的女兒塞西莉亞（Cecilia）。詹姆斯與羅莎琳共有2子3女：
1. 瑪麗（1896年—1984年）
2. 欣希雅（1897年—1972年）
3. 凱瑟琳（1900年—1985年）
4. 詹姆斯（1904年—1979年）
5. 克勞德（1907年—1968年）